# Ernst Mewes
Ernst Karl Adolf Mewes (* 2. März 1884 in Detmold, Deutsches Reich; † 17. Oktober 1918 bei Diksmuide, Flandern, Belgien) war ein deutscher Theaterschauspieler.

## Leben und Wirken
Ernst Mewes war der Sohn von Adolf Mewes (* 1847 Berlin; † 1916 Berlin-Wilmersdorf) und Maria Mewes, geb. Wesche (* 1854 Elberfeld; † 1935 Berlin). Sein Vater war zunächst als Zeitungs-Redakteur tätig und arbeitete dann von 1894 bis 1912 unter Otto Brahm als Sekretär und Inspizient am Deutschen Theater und später am Lessing-Theater in Berlin. Seine jüngere Schwester war Schauspielerin Anni Mewes. Er erhielt zu Beginn des 20. Jahrhunderts seine künstlerische Ausbildung bei Margarete Pix in Berlin. Anschließend wurde er von Brahm  an dessen Bühne geholt, wo er bis Juli 1903 auftrat. 1903/04 ist ein Engagement am Max Reinhardts Neuem und Kleinen Theater (Berlin) nachweisbar. Danach sammelte Mewes Erfahrungen in der Provinz, wo er zumeist als „jugendlicher Held und Liebhaber“ besetzt wurde: so am Kurtheater Norderney (1904) und am Sommertheater Helmstedt, am Stadttheater Allenstein (1904/05), am Stadttheater Neisse (1905/06)  und am Altonaer Schiller-Theater (1906–1908). 1908 folgte ein Engagement an das Hoftheater Karlsruhe. 1910 wechselte er an das Deutsche Theater in Köln, 1913 ans Bremer Schauspielhaus und schließlich 1914 an das Nationaltheater Mannheim.
Zu seinen bekanntesten Rollen zählen der Erbprinz Karl-Heinrich in der Romanze Alt-Heidelberg, der Don Karlos im gleichnamigen Schiller-Stück, der Ferdinand in Kabale und Liebe, der Prinz von Homburg im gleichnamigen Kleist-Drama, der schwärmerische Schüler Karl in der Tragikomödie Traumulus (Arno Holz/Oskar Jerschke), der Osvald in Ibsens Gespenster und der Willy Janikow in Hermann Sudermanns Sodoms Ende.
Nach einem Jahrzehnt Theatertätigkeit war die sich hoffnungsvoll anlassende Karriere des attraktiven Nachwuchskünstlers jäh beendet, denn Mewes wurde während des Ersten Weltkriegs eingezogen. In Baranawitschy gründete er im Sommer 1917 eines der ersten Fronttheater. Später wurde er an der Westfront eingesetzt. Wenige Wochen vor Kriegsende wurde Leutnant Mewes durch einen Granatsplitter verletzt und starb einen Tag später in einen Feldlazarett an einem Frontabschnitt in Westflandern. Er wurde auf dem Deutschen Soldatenfriedhof Vladslo beigesetzt.